# Right to Buy
Le Right to Buy  («droit à acheter» en français) est la possibilité d'acheter, au Royaume-Uni, un logement social (council house) dont on est locataire, avec une décote. 

## Histoire
Environ 2 millions de logements sociaux ont été concernés par cette possibilité depuis 1980, date du Housing Act 1980, qui a légiféré pour la première fois sur la question. Le Housing Act de 1988 a amplifié ce mouvement. En 1982, 200 000 logements étaient déjà vendus via le Right to Buy.
La politique de Right to Buy a été abolie en Écosse en 2016, et au Pays de Galles en 2019, mais reste toujours en effet en Angleterre et l’Irlande du Nord,.